# Иксашка
Иксашка — река в России, протекает в Седельниковском районе Омской области. Устье реки находится в 299 км по левому берегу реки Уй у н.п. Ельничное. Длина реки составляет 13 км.

## Данные водного реестра
По данным государственного водного реестра России относится к Иртышскому бассейновому округу, водохозяйственный участок реки — Иртыш от впадения реки Омь до впадения реки Ишим, без реки Оша, речной подбассейн реки — бассейны притоков Иртыша до впадения Ишима. Речной бассейн реки — Иртыш.